# Ksawery Karnicki
Ksawery Karnicki, prawdopodobnie herbu Kościesza (ur. 13 sierpnia 1750 w województwie nowogródzkim, zm. 1801 w Cherbourgu) – polski podróżnik, wielorybnik, pierwszy Polak, który przybył do Australii.

## Życiorys
Ksawery Karnicki urodził się w województwie nowogródzkim, w Wielkim Księstwie Litewskim, które w owym czasie było równoprawnym członkiem Rzeczypospolitej Obojga Narodów. W 1774 roku wyemigrował do Ameryki Południowej, a następnie z Chile poprowadził wyprawę wielorybniczą do Australii. Szczegółowe miejsca jego pobytu i działalność nie jest znana. Na kontynencie przebywał do 1791 roku. Z Australii kolejno przybył do Marsylii. Zmarł we francuskim portowym mieście Cherbourg w 1801.
Pamiętniki podróżnika spisane w latach 1785–1791, zostały przewiezione do Polski i przechowywał je Józef Brzozowski, jednak nie zachował się ani oryginał, ani żadna kopia. Rękopis mógł ulec zniszczeniu w czasie II wojny światowej.
Karnicki prawdopodobnie współpracował z Pawłem Michałem Mostowskim herbu Dołęga (1721-1781), uczestnikiem konfederacji barskiej, który wyemigrował do Francji, gdzie w 1774 zakupił majątek ziemski pod Paryżem i ogłosił się księciem. W czasie wojny o niepodległość Stanów Zjednoczonych Mostowski deklarował poparcie dla zniewolonych kolonii w zamian za księstwo „Hrabstwo Mostów” lub „Nowa Polska” na Florydzie, w Wirginii lub Karolinie, gdzie miał sprowadzić wielu Polaków. Kolonia ta miała być zarządzana przez niego i Karnickiego. Domagał się też dla obu miejsca w Kongresie, odrębnej jurysdykcji, dziedzicznej władzy i osobnego wojska. Księstw miało być więc związane z koloniami amerykańskim tylko dzięki miejscom w Kongresie.